# Ракијузо (Удине)
Ракијузо је насеље у Италији у округу Удине, региону Фурланија-Јулијска крајина.
Према процени из 2011. у насељу је живело 385 становника. Насеље се налази на надморској висини од 184 м.